# Squash-Mannschaftsweltmeisterschaft 1995
Die 15. Mannschafts-Weltmeisterschaft der Herren (englisch 1995 Men's World Team Squash Championships) fand vom 14. bis 18. November 1995 in Kairo, Ägypten statt. Insgesamt 32 Mannschaften nahmen teil, nachdem der Weltverband die Teilnehmerzahl auf 32 erhöht hatte. Portugal gab sein Debüt bei einer Weltmeisterschaft.
Titelverteidiger war Pakistan, das im Endspiel gegen England unterlag. Dies war Englands erster Titel bei einer Weltmeisterschaft, seit es als eigenständige Nation 1981 antritt. Im Spiel um Platz drei besiegte Ägypten die australische Mannschaft.
Deutschland belegte den zehnten Rang, Österreich erreichte den 23. Platz. Die Schweiz schloss das Turnier auf Platz 26 ab.

## Modus
Die teilnehmenden Mannschaften traten in acht Gruppen an. Diese wurden nach den Ergebnissen der Weltmeisterschaft 1993 eingeteilt, wobei die 16 besten Mannschaften in die Gruppen A, B, C und D gelost wurden. Nur diese 16 Mannschaften spielten um den Titel. Die Gruppenzweiten und -dritten der Gruppen C und D erreichten die Platzierungsspiele um die Plätze 9 bis 16, zusammen mit den Gruppenvierten der Gruppen A und B und den Gruppensiegern der Gruppen E und F. Die Plätze 17 bis 24 wurden von Gruppensiegern der Gruppen G und H, den Gruppenzweiten und -dritten der Gruppen E und F sowie den Gruppenletzten der Gruppen C und D ausgespielt. Um die Plätze 25 bis 32 spielten die Letztplatzierten der Gruppen E und F und die Gruppenzweiten, -dritten und -vierten der Gruppen G und H. Innerhalb der Gruppe wurde im Round Robin-Modus gespielt, die drei bestplatzierten Mannschaften der Gruppen A und B sowie die Sieger der Gruppen C und D zogen ins Halbfinale ein. Dieses wurde im K.-o.-System ausgetragen. Alle Plätze wurden ausgespielt.
Alle Mannschaften bestanden aus mindestens drei und höchstens vier Spielern, die in der Reihenfolge ihrer Spielstärke gemeldet werden mussten. Pro Begegnung wurden drei Einzelpartien bestritten. Eine Mannschaft hatte gewonnen, wenn ihre Spieler zwei der Einzelpartien gewinnen konnten. Die Spielreihenfolge der einzelnen Partien war unabhängig von der Meldereihenfolge der Spieler.

## Ergebnisse

### Vorrunde

#### Gruppe A
| Rang | Land        | Sp. | S | N | Sp.-Diff. | Punkte |
| ---- | ----------- | --- | - | - | --------- | ------ |
| 1    | Australien  | 3   | 3 | 0 | 7:2       | 6      |
| 2    | Finnland    | 3   | 1 | 2 | 4:5       | 2      |
| 3    | Neuseeland  | 3   | 1 | 2 | 4:5       | 2      |
| 4    | Deutschland | 3   | 1 | 2 | 3:6       | 2      |

| Australien | – | Finnland    | 2:1 |
| Australien | – | Neuseeland  | 2:1 |
| Australien | – | Deutschland | 3:0 |
| Finnland   | – | Neuseeland  | 2:1 |
| Finnland   | – | Deutschland | 1:2 |
| Neuseeland | – | Deutschland | 2:1 |

#### Gruppe B
| Rang | Land     | Sp. | S | N | Sp.-Diff. | Punkte |
| ---- | -------- | --- | - | - | --------- | ------ |
| 1    | England  | 3   | 3 | 0 | 8:1       | 6      |
| 2    | Pakistan | 3   | 2 | 1 | 6:3       | 4      |
| 3    | Ägypten  | 3   | 1 | 2 | 3:6       | 2      |
| 4    | Schweden | 3   | 0 | 3 | 1:8       | 0      |

| England  | – | Pakistan | 2:1 |
| England  | – | Ägypten  | 3:0 |
| England  | – | Schweden | 3:0 |
| Pakistan | – | Ägypten  | 2:1 |
| Pakistan | – | Schweden | 3:0 |
| Ägypten  | – | Schweden | 2:1 |

#### Gruppe C
| Rang | Land       | Sp. | S | N | Sp.-Diff. | Punkte |
| ---- | ---------- | --- | - | - | --------- | ------ |
| 1    | Kanada     | 3   | 3 | 0 | 8:1       | 6      |
| 2    | Irland     | 3   | 2 | 1 | 5:4       | 4      |
| 3    | Schottland | 3   | 1 | 2 | 3:6       | 2      |
| 4    | Österreich | 3   | 0 | 3 | 2:7       | 0      |

| Kanada     | – | Irland     | 2:1 |
| Kanada     | – | Schottland | 3:0 |
| Kanada     | – | Österreich | 3:0 |
| Irland     | – | Schottland | 2:1 |
| Irland     | – | Österreich | 2:1 |
| Schottland | – | Österreich | 2:1 |

#### Gruppe D
| Rang | Land        | Sp. | S | N | Sp.-Diff. | Punkte |
| ---- | ----------- | --- | - | - | --------- | ------ |
| 1    | Südafrika   | 3   | 2 | 1 | 5:4       | 4      |
| 2    | Wales       | 3   | 2 | 1 | 5:4       | 4      |
| 3    | Frankreich  | 3   | 2 | 1 | 5:4       | 4      |
| 4    | Niederlande | 3   | 0 | 3 | 3:6       | 0      |

| Südafrika  | – | Wales       | 1:2 |
| Südafrika  | – | Frankreich  | 2:1 |
| Südafrika  | – | Niederlande | 2:1 |
| Wales      | – | Frankreich  | 1:2 |
| Wales      | – | Niederlande | 2:1 |
| Frankreich | – | Niederlande | 2:1 |

#### Gruppe E
| Rang | Land     | Sp. | S | N | Sp.-Diff. | Punkte |
| ---- | -------- | --- | - | - | --------- | ------ |
| 1    | Hongkong | 3   | 3 | 0 | 6:3       | 6      |
| 2    | Singapur | 3   | 2 | 1 | 6:3       | 4      |
| 3    | Spanien  | 3   | 1 | 2 | 5:4       | 2      |
| 4    | Schweiz  | 3   | 0 | 3 | 1:8       | 0      |

| Hongkong | – | Singapur | 2:1 |
| Hongkong | – | Spanien  | 2:1 |
| Hongkong | – | Schweiz  | 2:1 |
| Singapur | – | Spanien  | 2:1 |
| Singapur | – | Schweiz  | 3:0 |
| Spanien  | – | Schweiz  | 3:0 |

#### Gruppe F
| Rang | Land        | Sp. | S | N | Sp.-Diff. | Punkte |
| ---- | ----------- | --- | - | - | --------- | ------ |
| 1    | Argentinien | 3   | 3 | 0 | 7:2       | 6      |
| 2    | Malaysia    | 3   | 2 | 1 | 6:3       | 4      |
| 3    | Dänemark    | 3   | 1 | 2 | 2:7       | 2      |
| 4    | Nigeria     | 3   | 0 | 3 | 3:6       | 0      |

| Argentinien | – | Malaysia | 2:1 |
| Argentinien | – | Dänemark | 3:0 |
| Argentinien | – | Nigeria  | 2:1 |
| Malaysia    | – | Dänemark | 3:0 |
| Malaysia    | – | Nigeria  | 2:1 |
| Dänemark    | – | Nigeria  | 2:1 |

#### Gruppe G
| Rang | Land         | Sp. | S | N | Sp.-Diff. | Punkte |
| ---- | ------------ | --- | - | - | --------- | ------ |
| 1    | Brasilien    | 3   | 3 | 0 | 9:0       | 6      |
| 2    | Griechenland | 3   | 2 | 1 | 4:5       | 4      |
| 3    | Japan        | 3   | 1 | 2 | 3:6       | 2      |
| 4    | Portugal     | 3   | 0 | 3 | 2:7       | 0      |

| Brasilien    | – | Griechenland | 3:0 |
| Brasilien    | – | Japan        | 3:0 |
| Brasilien    | – | Portugal     | 3:0 |
| Griechenland | – | Japan        | 2:1 |
| Griechenland | – | Portugal     | 2:1 |
| Japan        | – | Portugal     | 2:1 |

#### Gruppe H
| Rang | Land               | Sp. | S | N | Sp.-Diff. | Punkte |
| ---- | ------------------ | --- | - | - | --------- | ------ |
| 1    | Italien            | 3   | 3 | 0 | 8:1       | 6      |
| 2    | Vereinigte Staaten | 3   | 1 | 2 | 7:2       | 2      |
| 3    | Kuwait             | 3   | 1 | 2 | 2:7       | 2      |
| 4    | Indien             | 3   | 1 | 2 | 1:8       | 2      |

| Italien            | – | Vereinigte Staaten | 2:1 |
| Italien            | – | Kuwait             | 3:0 |
| Italien            | – | Indien             | 3:0 |
| Vereinigte Staaten | – | Kuwait             | 3:0 |
| Vereinigte Staaten | – | Indien             | 3:0 |
| Kuwait             | – | Indien             | 2:1 |

### Viertelfinale
| Australien | – | Südafrika  | 3:0 |
| Pakistan   | – | Neuseeland | 2:1 |
| Ägypten    | – | Finnland   | 2:1 |
| England    | – | Kanada     | 3:0 |

### Halbfinale
| Pakistan | – | Australien | 2:1 |
| England  | – | Ägypten    | 3:0 |

### Finale
| England                                                | Finale | Pakistan                                                           |
| ------------------------------------------------------ | --- | ------------------------------------------------------------------ |
| Team Simon Parke Del Harris Mark Chaloner Chris Walker | Datum: 18. November 1995 Ort: Kairo \| Simon Parke \| 2:9, 5:9, 4:9 \| Jansher Khan \| \| Del Harris \| 9:1, 9:2, 9:2 \| Zarak Jahan Khan \| \| Mark Chaloner \| 9:1, 9:3, 10:9 \| Mir Zaman Gul \| Resultat: 2:1 | Team Jansher Khan Zarak Jahan Khan Mir Zaman Gul Zubair Jahan Khan |
| Simon Parke                                            | 2:9, 5:9, 4:9 | Jansher Khan                                                       |
| Del Harris                                             | 9:1, 9:2, 9:2 | Zarak Jahan Khan                                                   |
| Mark Chaloner                                          | 9:1, 9:3, 10:9 | Mir Zaman Gul                                                      |

## Abschlussplatzierungen
| Rang | Mannschaft |
| 01.  | England    |
| 02.  | Pakistan   |
| 03.  | Ägypten    |
| 04.  | Australien |
| 05.  | Südafrika  |
| 06.  | Kanada     |
| 07.  | Neuseeland |
| 08.  | Finnland   |

| Rang | Mannschaft  |
| 09.  | Wales       |
| 10.  | Deutschland |
| 11.  | Frankreich  |
| 12.  | Schweden    |
| 13.  | Argentinien |
| 14.  | Hongkong    |
| 15.  | Irland      |
| 16.  | Schottland  |

| Rang | Mannschaft  |
| 17.  | Niederlande |
| 18.  | Spanien     |
| 19.  | Singapur    |
| 20.  | Italien     |
| 21.  | Malaysia    |
| 22.  | Brasilien   |
| 23.  | Österreich  |
| 24.  | Dänemark    |

| Rang | Mannschaft         |
| 25.  | Vereinigte Staaten |
| 26.  | Schweiz            |
| 27.  | Nigeria            |
| 28.  | Indien             |
| 29.  | Kuwait             |
| 30.  | Japan              |
| 31.  | Griechenland       |
| 32.  | Portugal           |